# 醫療旅遊
醫療旅遊（英語：Medical tourism）指的是旅客以取得醫療照顧為目的的旅遊類型。這種說法在過去通常是指患者在比較不發達的國家，因為無法得到治療，而到已開發國家的醫療中心去接受治療。但近年來，也可以指已開發國家的人前往發展中國家，接受低成本的醫療服務。有些動機也牽涉去國外取得在國內無法獲得，或是在國內未獲核准的醫療服務。
無論藥物是否業經核准，全球不同的管理機構（例如美國食品藥品監督管理局（FDA）和歐洲藥品管理局（EMA）等）之間的規定會有差異。即使在歐洲，治療方案可能已取得EMA的核准，但其中仍有幾個國家擁有自己的審核機構（例如英國國民保健署（NHS）轄下的國家健康照護卓越研究院（NICE）會評估類似的治療方案是否具有“成本效益”，因此，患者在治療方案，尤其是在取得藥物方面，會碰到不同的待遇。
最常見的醫療旅遊是從事外科手術（例如整形外科等），或是類似的治療，也有和牙科，或是生育相關的旅遊。有罕見身體狀況的人或許會前往擁有更高明治療技術的國家。但目前幾乎所有類型的醫療衛生狀況，都可利用到醫療旅遊的方式，包括精神醫學、替代醫學、康復治療，甚至連喪葬服務都有。
健康旅遊是比醫療旅遊涵蓋更廣泛的說法，側重在治療，也牽涉到醫療衛生服務的使用，這種旅遊的涵蓋是以健康為導向的旅遊，包括的從預防醫學和健康治療，到康復性和治療性的旅行。養生旅遊也是一個相關的領域。

## 歷史
最早有記錄的醫療旅遊實例可追溯到數千年前，當時古希臘的朝聖者從地中海東部來到萨罗尼科斯湾一個稱為埃皮達魯斯的小地方。這兒相傳是醫神阿斯克勒庇俄斯的聖所。
早期的醫療旅遊模式包含溫泉鎮和療養院。歐洲在18世紀時，患者前往溫泉浴場是因為那裡有礦泉水，可治療諸如痛風、肝病、和支氣管炎等疾病。

## 產業描述
導致醫療旅遊日益普及的因素，包括本地醫療衛生費用高昂，某些療程需要漫長的等待時間，國際旅行又便捷和價格合理，以及許多外國在技術和醫療標準方面均有改善。英國人從事醫療旅遊的主要原因是避免等待時間，而在美國，主要原因是國外的價格便宜。
在醫療旅遊目的地所執行的外科手術，費用僅為遊客自己國家/地區的一小部分。例如在美國，肝臟移植可能要花費300,000美元，而在台灣的花費，通常僅需大約91,000美元。便利和速度是醫療旅遊的一大吸引力。有公共醫療系統的國家對某些手術，通常會需要較長的等待時間，例如在2005年，估計有782,936名加拿大的患者，平均的等待時間為9.4週。加拿大還為非緊急手術設定等待時間的基準，如髖關節置換手術要等待26週，白內障手術要等待16週。
在第一世界的國家如美國，醫療旅遊具有廣大的成長前景，會激起巨大的變動。會計和諮詢專業公司德勤在2008年8月發布的預測，在未來10年，從美國出發的醫療旅遊人數可能會是2008年的10倍。據估計，美國人在2007年出國從事醫療衛生活動的有75萬人，而這份報告估計在2008年，會有150萬人到國外從事同樣的事。這種醫療旅遊的增長，會讓美國當地的醫療衛生提供者減少數十億美元的收入。
哈佛商學院的一位權威人士表示：“英國推動醫療旅遊的力道遠比美國為大。” 
此外，一些第一世界國家的患者發現，保險或者不覆蓋骨科手術（例如膝關節置換手術，或是髖關節置換手術）的費用，或是對於設施、外科醫師、或義肢的選擇有所限制。
全球最受歡迎的醫療旅遊目的地有：加拿大、古巴、哥斯達黎加、厄瓜多爾、印度、以色列、約旦、馬來西亞、墨西哥、新加坡、韓國、台灣、泰國、土耳其、美國。
整容的熱門目的地有：阿根廷、玻利維亞、巴西、哥倫比亞、哥斯達黎加、古巴、厄瓜多爾、墨西哥、土耳其、泰國、和烏克蘭。根據“玻利維亞整形外科學會”的說法，玻利維亞的中上階層婦女有超過70％曾做過某種形式的整形手術。其他的熱門目的地有比利時、波蘭、斯洛伐克、和南非。
有些人從事醫療旅遊是為輔助生殖的目的，例如體外受精、代理孕母、或是利用冷凍胚胎以生育後代。
然而，世人對醫療旅遊的印象並非全然正面。像在有高等品質標準的美國，就會認為醫療旅遊有冒險的性質。在世界某些地區，因為廣泛的政治問題，會影響到人們挑選目的地的決定。
醫療旅遊提供者已發展成為一種中介機制，把醫療旅遊客人與醫生、醫療衛生提供者、以及其他組織串聯起來。在某些情況下，美國的外科醫生與醫療旅遊提供者簽約之後，前往墨西哥為美國患者提供治療。希望透過聘請的是美國籍的醫生，把出國的顧慮降低，並說服自辦醫療保險的美國雇主為他們的僱員提供這種具有成本效益和節省費用的選擇，同時又能提供品質優良的醫療護理。專精於這類醫療旅遊的公司，通常會提供專案經理來協助患者處理旅行前後的醫療問題。他們還可協助患者，提供他們返國之後的護理。
規避法律旅遊也是醫療旅遊業的一個發展方向。這種旅遊是為獲得在本國屬於非法，但在目的地是合法的醫療活動。其中會包括在本國尚未獲准的生育治療、墮胎、和醫生協助自殺。墮胎旅遊最常見於歐洲，因為各國之間的旅行相對簡單。從愛爾蘭和波蘭這兩個對於墮胎有嚴格限制的國家出發，做規避法律旅遊的比例最高。尤其是波蘭，據估計每年有近7,000名波蘭婦女前往英國，英國的NHS提供免費墮胎服務。獨立組織和醫生們，和例如荷蘭的非政府組織“波濤中的婦女”合作，協助婦女規避法律以便獲得醫療服務。這些組織與“波濤中的婦女”一起，使用設在船上的流動診所，在國際水域上提供墮胎手術。
牙科旅遊是為取得便宜的牙科療程或是口腔外科而做的旅行。由瑞典工坊所製作的瓷質貼面，在澳大利亞的索價高達2,500澳元，而同樣的產品在印度的索價僅為1,200澳元。這種價格差異就難用材質不同來解釋。

## 國際醫療衛生認證
國際醫療衛生認證是為醫療衛生提供者，還有計劃的品質水準，在多個國家取得認證而進行的過程。這類認證機構（請參考國際醫療衛生認證機構清單）可為各種醫療衛生機構和服務，例如醫院、初級照護中心、醫療運輸、和門診服務提供認證服務。在世界各地不同國家，也有一些其他的認證計劃可用。
歷史最悠久的國際認證機構是加拿大認證局（Accreditation Canada），其前身是加拿大衛生服務認證委員會（Canadian Council on Health Services Accreditation），這個機構在1968年對百慕達醫院管理局（Bermuda Hospital Board）完成認證工作。之後，他們也對其他十個國家的醫院和衛生服務組織做過認證。
美國的聯合委員會（JCI）於1994年成立，為國際客戶提供教育和諮詢服務。許多國際醫院在今日把取得國際認證視為一種吸引美國患者的方式。
JCI的上級單位在1998年成立聯合委員會國際部（Joint Commission International）。JCI以及JCI International都是獨立，私營的非營利組織，它們制定美國國內外公認的程序和標準，對改善患者的護理和安全方面提供協助。兩家機構與醫院合作，幫助他們達到委員會設定的標準，然後為符合標準的醫院提供認證。
英國的QHA Trent Accreditation是項活躍的獨立整體認證計劃，另外還有GCR.org，兩個機構負責監測全球近50萬家醫療診所，確定它們能符合指標和標準。
不同的國際醫療衛生認證計劃在品質、規模、成本、目的、以及技巧、和營銷強度上各不相同。醫院和醫療機構在採用不同的認證時，費用方面也各不相同。
近日逐漸有越來越多的醫院尋求雙重國際認證，譬如取得JCI認證以爭取美國客戶，又取得加拿大認證局或是QHA Trent Accreditation的認證。為爭取美國的醫療旅遊客人，根據患者給予的評比而對醫院做排名的做法也被採用。

## 相關風險
醫療旅遊會有些風險，這些風險可能是本地提供的醫療服務所無，或是發生的程度較低。
在有些國家，例如南非或泰國，當地與歐洲和北美的傳染病相關的流行病大不相同。對於缺乏足夠免疫力，體弱的患者，尤其是罹患腸胃疾病（例如A型肝炎、阿米巴痢疾、副傷寒）的會有風險，也會讓患者有接觸蚊媒傳染疾病、流行性感冒、和肺結核的風險。由於疾病在貧窮的熱帶國家氾濫的緣故，醫生似乎對感染HIV、肺結核、和傷寒抱持習以為常的心態，而這類疾病多年來在西方常被誤診，因為它們被認為是“罕見的”。
手術後護理的品質也可能有大差異，依不同的醫院和國家/地區而定，同時又和美國或歐洲的標準不同。而且，手術後不久即從事長途旅行，會增加併發症發生的風險。坐靠窗座位的長途飛行和久坐不動容易發生深靜脈血栓與肺栓塞的風險。其他的度假活動也會產生問題-例如，手術疤痕在癒合時被曬傷，顏色會變得更深，而且更明顯。
另外，為醫療遊遊客人提供服務的醫療機構，可能缺乏適當的投訴政策，不滿意患者的投訴無從受到適當的處理。
世界衛生組織（WHO）已注意到世界各地醫療衛生提供者服務標準的差異，並於2004年啟動“世界患者安全聯盟”（World Alliance for Patient Safety）計劃。執行的機構協助世界各地的醫院和政府，制定患者安全政策和做法，這在提供醫療旅遊服務之時更是重要。
患者在手術標準不太嚴格的國家，發生併發症的風險更高。如果併發症發生，患者就得在國外停留更久，如果他們堅持如期返國，會不易取得後續的護理。
有時患者會去別的國家/地區，以獲得本國醫生拒絕執行的療程（因為醫生認為這種療程的風險大於收益）。如果真的發生併發症，這類患者可能很難獲得醫療保險（無論是公共或是私人者）來支付後續的醫療費用。

### 法律問題
在國外接受醫療護理可能會讓患者面對不熟悉的法律問題。有些國家/地區的民事訴訟內容不完善，這或許是可在當地獲得醫療服務的原因之一。當前有些醫療旅遊目的地已為醫療事故提供某種形式的法律補救措施，但這些法律途徑不見得有吸引力。問題真的發生後，患者可能無法獲得足夠的保險賠償，或者無法透過訴訟取得賠償。有些國家的醫院和/或醫生沒有適當的過失保險和/或醫療賠償，他們無力支付法院判決而需賠償患者經濟損失。
對於到外國尋求在患者本國被認為是違法的醫療服務，也會出現問題。在這種情況下，某些國家/地區等這些患者返回國內，就有權對他們起訴，甚至在極端情況下會在域外就進行逮捕和起訴。特別是在在1980年代至90年代的愛爾蘭，有些年輕的強姦受害者被禁止前往某些歐洲國家進行合法墮胎。最終，愛爾蘭最高法院把這一禁令取消。此後，愛爾蘭和其他許多國家都制定“旅行權”的修正案。

### 道德問題
醫療旅遊可能牽涉到重大的道德問題。例如，在印度、中國、 哥倫比亞、 和菲律賓等國家，有關非法購買人體器官和組織以供移植，被有系統的記載和研究。 由國際移植醫學學會（The Transplantation Society）發起並發表的《伊斯坦堡宣言》，把有道德問題的“移植旅遊”和“移植旅行”當作兩個不同的議題分開討論。
醫療旅遊對於被推廣成為目的地的國家而言，會產生更廣泛的道德問題。例如，對於在印度，有人認為，“為某些階級安排的醫療旅遊，相對於針對廣大群眾的健康使命”會加深醫療衛生系統中的不平等狀況。在泰國，2008年有人聲稱：“泰國醫生忙於應付外國患者，以至於泰國患者難以獲得醫療服務。” 以幹細胞治療等新技術為中心的醫療旅遊常會受到涉入欺詐、缺乏科學依據、和不顧患者安全的理由而受到批評（請參考幹細胞醫療旅遊）。但是，在開創先進技術（例如在常規臨床試驗之外，為患者提供“未經證實”的療法）時，通常在可接受的醫療創新和難以接受的患者剝削之間，不容易劃分界限。

## 美國雇主資助的醫療衛生
一些美國雇主已開始探索醫療旅遊計劃，以降低員工的醫療費用。這些提議在雇主和工會之間引起激烈的辯論，其中有工會表示，它對公司利用“令人震驚的海外醫療旅遊新方法”以達成節省公司費用的目的表示遺憾。工會提出如果員工因此有事，會提出法律責任問題與公司訴訟，還有因為把醫療服務外包，會導致美國醫療衛生產業從業人員失去工作機會的問題。
雇主可能會提供激勵措施，例如支付員工的航空旅行費用，以及免除員工的自付費用，讓員工到國外接受醫療服務。例如在2008年1月，位於緬因州的一家連鎖超市漢納福德兄弟公司開始為員工支付前往新加坡，進行髖關節和膝關節置換手術費用的全部，患者和同行者的旅行費用包括在內。醫療旅遊套餐可和各種類型的醫療保險計劃搭配。
在2000年，加利福尼亞藍盾醫療保險開始實施美國第一個跨境醫療保險計劃。受到這個保險覆蓋的加利福尼亞州患者，可前往墨西哥三家獲得認證的醫院之一接受治療。在2007年，南卡羅來納州藍十字藍盾協會
的子公司Companion Global Healthcare開始與泰國、新加坡、土耳其、愛爾蘭、哥斯達黎加、和印度的醫院合作。美國紙本及網路雜誌Fast Company於2008年發表一篇文章，討論到醫療衛生的全球化，並描述美國醫療衛生市場的參與者如何對這個市場開始探索。

## 2019冠狀病毒疫情對醫療旅遊業的影響
在過去十年，醫療衛生產業的整體增長受惠於全球醫療旅遊產業增長的影響。由於2019冠狀病毒疫情大流行所造成的醫療衛生危機、全球經濟下滑、國際旅行受限等多面向的影響，醫療旅遊產業正經歷一段相當嚴峻的衰退時期。
美國疾病控制與預防中心（CDC）為全球不同目的地或國家給予不同的級別，分為1到3級，排名1和2級被認為屬於安全。排為第3級者受到警告，禁止前往。
根據全球醫療旅遊雜誌（International Medical Travel Journal）
，全球醫療旅遊產業受到這種影響的時間會延續到2021年。

## 醫療旅遊目的地

### 非洲和中東

#### 南非
南非是非洲第一個成為醫療旅遊目的地的國家。

#### 突尼西亞
就非洲整體而言，突尼西亞在健康旅遊領域排名第二。它也被稱為世界排名第二的海洋水療目的地，僅次於法國。

#### 約旦
約旦通過當地的私立醫院協會，在2012年吸引25萬名國際患者，加上超過50萬名同伴前往該國做醫療旅遊，總收入超過10億美元。約旦在2014年獲得全球醫療旅雜誌頒發的年度最佳醫療旅遊目的地獎。

#### 以色列
以色列是熱門的醫療旅遊目的地。許多醫療遊旅客人來自歐洲，特別是前蘇聯國家，以及美國、澳大利亞、塞浦路斯、和南非。患者來以色列接受各種外科手術和療法，包括骨髓移植、心臟外科手術和心臟導管插入術、腫瘤和神經內科治療、整形外科手術、骨科手術、車禍康復、和體外人工受精。以色列受到歡迎的原因是他們具有已開發國家的水準，有高品質的醫療服務，而醫療費用比許多已開發國家為低。到以色列做骨髓移植，對賽普路斯人而言，特別受到歡迎，因為塞浦路斯當地並未提供這種手術；由於以色列的骨科手術費用約為美國的一半，因此受到美國人的歡迎。以色列對於尋求HIV治療的患者，特別受到歡迎。以色列的公立和私家醫院都提供醫療旅遊服務，當地主要的醫院都提供醫療旅遊套餐，與其他國家地區有類似設施的醫療服務相比，以色列提供高品質的服務，但收費低很多。 根據2014年的資料，估計每年約有50,000名醫療旅遊患者來以色列就醫。但有報導說，這些醫療旅遊患者得到優惠的待遇，而當地的患者權益因此受到損害。此外，有些人來到以色列訪問位於死海和加利利海旁的療養勝地。

#### 伊朗
在2012年，有3萬人抵達伊朗接受治療。在2015年，估計有15萬至20萬名醫療旅遊客人來到伊朗，這一數字預計會增加到每年50萬人。伊朗在美容和整形外科、生育治療、以及牙科領域的費用都低。

#### 阿拉伯聯合大公國
在阿拉伯聯合大公國中，尤其是杜拜、阿布達比、拉斯海瑪三個成員國，是熱門的醫療旅遊目的地。杜拜衛生局一直努力推動醫療旅遊業進入阿拉伯聯合大公國，尤其是在杜拜。但是這類醫院遍布於大公國的七個成員國之中。大公國的特色是他們擁有最多數量JCI認證的醫院。大公國有入境醫療旅遊以及出境就醫的患者。入境旅遊通常來自非洲國家，如奈及利亞、肯亞、烏干達、盧旺達等。出境旅遊可分兩類-當地人口（大公國公民）和外籍人士。當地人比較喜歡去英國和德國等歐洲目的地。外國人則較喜歡回到自己的國家接受治療。

### 美洲

#### 巴西
在巴西聖保羅的愛因斯坦以色列醫院，是美國之外第一個獲得JCI認證的醫院，此後有十多個巴西醫療機構也陸續獲得類似的認證。

#### 墨西哥
墨西哥有98家獲得該國聯邦衛生部（Federal Health Ministry）認證的醫院，另有7家獲得JCI認證的醫院。墨西哥以高超的牙科和整形手術著稱。墨西哥與美國的類似服務相比，可為患者節省40％至65％的費用。
近年來，位於美國亞利桑那州尤馬邊境附近的墨西哥小定居地Los Algodones，當地人口不足6,000人，已成為來自美國和加拿大，尋求牙科服務遊客主要的目的地。這個社區大約有600名牙醫，主要為醫療旅遊客人服務，被暱稱為“磨牙之城”。

#### 加拿大
加拿大與美國的醫療費用相比，可節省30％到60％的費用。
在1990年代初期，由於美國的高昂費用，導致有美國人使用偽造、借用、或用詐欺方式取得的加拿大醫療保險卡，在加拿大享受免費醫療服務，而成為一個嚴重的問題。

#### 哥斯達黎加
哥斯達黎加有兩家由JCI認證的醫院。都在首都聖荷西。當WHO在2000年對世界各地醫療系統進行排名時，哥斯達黎加排名第26，高於美國的排名，哥斯達黎加與多米尼克並列為中美洲國家中的第一名。
德勤健康解決方案中心（Deloitte Center for Health Solutions）在2008年的報告顯示，在哥斯達黎加接受醫療，節省的成本為美國平均價格的30％至70％。2019年，在當地Clinica Biblica醫院進行的膝關節置換手術收費為12,200美元，而在美國需要約44,000美元。

#### 美國
麥肯錫公司在2008年的一份報告中說，全球有60,000至85,000名醫療旅遊患者為接受住院醫療服務而從事旅行。估計在2007年有75萬名美國醫療旅遊患者從美國前往其他國家接受治療（在2006年的人數為50萬）。根據麥肯錫公司的報告，北美的醫療旅遊患者中有45％前往亞洲、26％前往拉丁美洲、2％前往中東、和27％前往加拿大。無人去歐洲。
擁有先進的醫療技術和訓練有素的醫師，被當作是兩項驅使外國人前往美國接受醫療護理的因素，反過來，在有西方認證的醫療機構做主要/複雜手術，而且住院費用低，被當作是美國人做國外醫療旅遊的主要動機。此外，雖然美國與亞洲許多地區之間的成本差異超過任何貨幣價值的波動，但從2007年至2013年期間，由於美元貶值，曾促使更多外國人赴美做醫療旅遊。
幾家美國主要的醫療中心和教學醫院都設有國際患者中心，以迎合那些到美國尋求醫療的外國患者需求。許多這類機構都配置協調人員，以協助國際患者安排醫療護理、住宿、財務、和交通，包括空中救護服務。

### 亞洲和太平洋島嶼

#### 中國
攜程旅行網發布的《 2016年醫療旅遊在線報告》顯示，利用他們平台參加海外醫療旅遊的遊客人數比前一年增長五倍，據估計會有超過500,000名中國遊客從事醫療旅遊。前十大旅遊目的地是日本、韓國、美國、台灣、德國、新加坡、馬來西亞、瑞典、泰國、和印度。在這些旅遊中，定期健康檢查佔大部分（超過50%）。

#### 香港
自2001年初開始，香港已有十二家私立醫院取得QHA Trent Accreditation的認證。因為消費者對香港的服務比較有信心，從中國大陸到香港做身體檢查或者打預防針屬非常普遍。曾經亦有大陸孕婦因為想孩子得到香港戶籍，而爭相到香港產子。此熱潮到2010年代因為政策改變才得到歇止（詳見：雙非問題）。

#### 韓國
到韓國醫療旅遊的熱潮始於2009年。據統計，2019年到韓國醫療旅遊的外國人達276萬人，其主要誘因在於合理的費用、優質的服務和較短的等待時間。

#### 印度
印度的醫療旅遊業正發展之中。欽奈因為吸引佔有印度45％的國際醫療旅遊遊客和40％的國內遊客，而被譽為“印度健康之都”。
預計從2012年開始，印度的醫療旅遊業會以每年30％的速度增長，到2015年成為擁有20億美元收入的產業。
2019年8月，印度政府允許外國人無需取得醫療簽證，即可到印度接受治療。這些舉措可幫助醫療旅遊市場在2020年達到約90億美元的規模。此外，外國遊客選擇印度的主要原因是印度擁有38家由JCI認證的醫院。
隨著已開發國家的醫療費用激增（其中美國居領先地位），更多的西方人發現國際醫療旅遊更具吸引力。估計每年有15萬人會前往印度接受低價療程。
印度越來越受到非洲國家患者的歡迎。當地的治療方式也獲有WHO和FDA的核准。

#### 馬來西亞
到馬來西亞從事醫療旅遊的外國患者大多數來自印尼，少數來自印度、新加坡、日本、澳大利亞、歐洲、美國、和中東。在2008年，這些外國患者中，印尼人佔75％、歐洲人佔3％、日本人佔3％、新加坡人佔1％、中東國家公民佔1％。到2011年，因其他國籍患者數量增加，印尼人的佔比降至57％。
新加坡的醫療保險公司最近允許其保單持有人到馬來西亞接受治療，那裡的服務價格比新加坡便宜。

#### 紐西蘭
據估計，紐西蘭在2008年的平均外科手術費用，僅為美國同樣手術費用的15％至20％。

#### 新加坡
新加坡有十幾家獲得JCI認證的醫院和醫療中心。2013年，醫療旅遊患者在新加坡的醫療花費（主要來自較複雜的療程，例如心臟手術）達到8.32億新加坡元，比2012年的11.1億新加坡元下降25％，原因是當地醫院受到鄰國，在較不復雜療程方面的競爭。

#### 泰國
泰國本身，以及該國經過認證的醫院對於尋求包含心臟外科手術，生育治療等療程的外國人而言，已成為熱門的醫療旅遊目的地，估計在2015年有281萬患者前往，增長10.2％。根據泰國政府統計，2013年，醫療遊客的消費高達47億美元。截至2019年，泰國擁有64家獲得認證的醫院，是世界十大醫療旅遊目的地之一。 2017年，到泰國接受專業治療的人數為330萬。在2018年，人數增加到350萬。

### 歐洲
歐盟在2006年裁定，根據歐洲E112衛生計劃（E112 European health scheme）的條件，如果英國患者基於緊急醫療原因，而需前往另一歐盟國家尋求更快速的治療，英國的醫療主管機構必須為此支付費用。
2011年，歐盟成員國就患者權利而運用跨國醫療的指導原則，達成協議。
由英國“人口變化中心（Centre for Population Change）”在2019年對在英國的歐盟移民所做的網上調查，（移民主要來自波蘭、匈牙利、和羅馬尼亞），其中46％比較喜歡其原籍國的醫療系統。只有36％的人比較喜歡NHS提供的服務，而來自西歐的移民表示喜歡的人數更少。

#### 阿塞拜疆
阿塞拜疆是來自伊朗、土耳其、格魯吉亞、和俄羅斯的醫療旅遊患者的目的地。位於巴庫的波納迪亞國際醫院（Bona Dea International Hospital）於2018年建成，配置有來自歐洲各國的工作人員，以服務國際醫療旅遊遊客為主。

#### 克羅地亞
克羅地亞號稱是歐洲最古老的醫療旅遊勝地，當地的赫瓦爾島療養中心在1868年成立。

#### 芬蘭
2013年12月9日，赫爾辛基市決定，對所有在赫爾辛基居住，且未持有有效簽證或居留許可的未滿18歲未成年人，以及孕婦，提供與一般市民同等的醫療衛生待遇，支付相同的費用。這項待遇從2014年初開始提供。對這類人，以往只能享有急診護理的待遇。這表示芬蘭的醫療衛生系統對歐盟以外的人開放。服務包括免費的特殊兒童醫療衛生、產科診所、和專科醫療等。
在另一芬蘭城市圖爾庫，志願醫生組織Global Clinic免費為所有無證件移民提供醫療服務。

#### 法國
自2002年以來，法國已向英國的NHS患者提供髖關節置換、膝關節置換、和白內障手術服務，以減少他們在英國的等待時間。法國是個受歡迎的醫療旅遊目的地，當地的醫療體系也被WHO列入世界優良之列。歐洲法院表示英國的NHS必須為英國患者在法國的醫療費用負責償還。
到法國做醫療旅遊的人數正在成長，法國在2016年的全球醫療旅遊指數中，排名第七。

#### 德國
據報導，2017年約有25萬外國患者來德國做醫療旅遊，為當地醫院帶來的收入超過12億歐元。有些是遊客意外生病，但據估計有40％以上的人是根據事先安排的治療計劃而來到德國，其中大部分來自波蘭、荷蘭、或法國。德國長期以來有來自中東的醫療旅遊患者。弗萊堡大學附屬醫院或是柏林的萬提斯醫院等是最受歡迎的目的地。有些患者在開始治療之前就必須支付全額費用。

#### 立陶宛
立陶宛醫療旅遊公司（Health Tourism Lithuania）成立於2018年，原專注在開發斯堪的納維亞半島的來客市場，英國患者除對立陶宛的整形手術和牙科有興趣之外，在2019年，由於NHS患者等待髖關節置換手術的時間過長，對於立陶宛的詢問度也開始增加。髖關節置換手術在立陶宛的費用為3,340英鎊，僅約為英國手術費用的三分之一。

#### 塞爾維亞
塞爾維亞有各式整形手術、牙科保健、生育治療、和減肥治療等的診所，可滿足醫療遊客的需求。該國還是國際主要的變性手術中心。

#### 俄羅斯
俄羅斯總統普京在2018年3月1日在俄羅斯聯邦議會發表的演講中，強調要發展醫療衛生，還有發展醫學和旅遊領域的出口服務。
根據2018年5月7日俄羅斯聯邦總統令“關於俄羅斯聯邦至2024年的發展目標和戰略目的”，醫療服務到2024年的出口量，必須達到10億美元。為了執行這個總統令，一個非營利組織俄羅斯醫療旅遊協會（RAMT）被建立。

#### 土耳其
土耳其的醫療費用成本與西歐國家相比，相當低廉。因此，每年有成千上萬的人前往土耳其接受治療。土耳成為一個植髮手術的樞紐。在2018年前半年，有近17.8萬醫療旅遊客人到土耳其，其中67％的人使用私家醫院，24％的人使用公立醫院，而9％的人使用大學醫院。該國的《國際醫療旅遊和遊客健康條例》於2017年7月13日生效。條例僅適用於專程到土耳其接受治療的患者。

#### 英國
NHS是政府單位。它主要是吸引醫療旅遊客人到倫敦的專科中心。一些英國的私人醫院和診所是醫療旅遊目的地。英國的私人醫院受到強制規定，必須到監督機構護理品質委員會辦理登記。
絕大多數到英國的醫療旅遊都集中在倫敦，那裡有25家私人醫院和診所，以及由NHS醫院信託管理的12家私人病院。美國醫療機構如克利夫蘭診所和梅奧醫院等已在倫敦開展業務。在2017年，這個規模原有15.5億英鎊的市場縮小3%，原因是中東的客戶認為倫敦的費用昂貴，而減少光顧。原來到倫敦看骨科的海外患者居多，現在則是治療癌症的患者居多。

## 外部連結
- Businesses May Move Health Care Overseas (Washington Post) （页面存档备份，存于）
- CBC News on "Medical tourism: Need surgery, will travel" （页面存档备份，存于）
- A Cut Below: Americans Look Abroad for Health Care (ABC News) （页面存档备份，存于）
- Medical Tourism, 60 Minutes (CBS News)